# Diccionario subtemático
Un diccionario subtemático o diccionario de subcampos es un diccionario especializado que ha sido diseñado y compilado para cubrir los términos de uno (o posiblemente más) subcampos de un campo temático en particular. Por lo tanto, es una subdivisión de la clase de diccionario llamada diccionario de un solo campo. Los diccionarios de subcampos deben contrastarse con los diccionarios de campos múltiples y los diccionarios de un solo campo.
La tipología que consta de estos tres diccionarios es importante por varias razones. En primer lugar, un diccionario de subcampos es un ejemplo de un diccionario muy especializado en el sentido de que cubre solo una parte limitada de un solo campo temático. Ejemplos de diccionarios de subcampos son un diccionario de derecho contractual (a diferencia del diccionario de derecho de un solo campo) y un diccionario de soldadura por fusión (a diferencia de un diccionario de soldadura), o un diccionario de filosofía ética (a diferencia de un diccionario de filosofía).
La principal ventaja de los diccionarios de subcampos es que pueden maximizar fácilmente los diccionarios, es decir, profundos en lugar de amplios, tratando de cubrir tantos términos del subcampo como sea posible sin expandirse en varios volúmenes. En consecuencia, los diccionarios de subcampos son ideales para una amplia cobertura de los aspectos lingüísticos y extralingüísticos dentro de un campo temático en particular.
En segundo lugar, si los lexicógrafos pretenden hacer un diccionario bilingüe que maximice los subcampos, no se encontrarán con los mismos problemas con el espacio disponible para presentar la gran cantidad de datos que deben incluirse en el diccionario, como en un diccionario multicampo.
En consecuencia, la mejor cobertura de los aspectos lingüísticos y extralingüísticos dentro del campo temático cubierto por un diccionario se encontrará en un diccionario de subcampo. La mejor cobertura de un campo temático será compilar una serie de diccionarios de subcampos que juntos cubran el tema completo.

## Otras lecturas
- Sandro Nielsen: "Descripción contrastiva de diccionarios que cubren la comunicación LSP". En: Fachsprache/International Journal of LSP 3-4/1990, 129–136.

- Datos: Q7630614